# Stefano Petrella
Stefano Petrella (...) è un ex brigatista italiano appartenente al Partito della Guerriglia-Fronte delle Carceri, colonna romana delle Brigate Rosse. È fratello della brigatista Marina Petrella.
Nel maggio del 1981, su mandato di Giovanni Senzani, giurista e docente di criminologia convertitosi alla lotta armata, Stefano Petrella partecipa attivamente al sequestro di Roberto Peci, venticinquenne perito elettrotecnico di San Benedetto del Tronto, fratello di Patrizio Peci, brigatista pentito e collaboratore di giustizia.
Il nucleo romano delle Brigate Rosse, sotto la guida di Senzani, teorizza l'alleanza fra partito armato e proletariato delinquenziale, collaborando con noti esponenti della camorra e della malavita organizzata romana. Questa vicinanza ha verosimilmente ispirato il progetto di vendicare il pentimento di Patrizio Peci con la famiglia del collaboratore di giustizia, secondo le modalità operative tipiche della criminalità organizzata.
L'epilogo della cosiddetta "Campagna Peci", gestita da Stefano Petrella, Ennio di Rocco, Natalia Ligas e Roberto Buzzatti, ha luogo il 3 agosto 1981, quando il cadavere di Roberto Peci viene fatto rinvenire in un casale abbandonato e fatiscente alle porte di Roma. I brigatisti, che nel corso del sequestro avevano filmato il processo e la condanna a morte della vittima, trasmetteranno alla stampa le fotografie che immortalano l'uccisione per fucilazione del prigioniero.
Il 3 gennaio 1982, il Petrella viene arrestato dalla Digos di Roma e condannato all'ergastolo per l'omicidio di Roberto Peci. È attualmente in stato di libertà.